# Xi’an MA60
Xi’an MA60 (chiń. 新舟-60; pinyin Xīnzhōu 60, "Modern Ark 60") – chiński regionalny samolot pasażerski, wersja rozwojowa samolotu Xi’an Y-7, będącego kopią radzieckiego An-24.
Samolot jest powiększoną i lżejszą odmianą modelu Y7-200A, w którym chińskie silniki WJ5-A1 zastąpiono kanadyjskimi PW127C. MA60 otrzymał certyfikat Chińskiej Administracji Lotnictwa Cywilnego w czerwcu 2000 roku, pierwszy egzemplarz dla linii Sichuan Airlines dostarczono w sierpniu 2000 roku. Samolot nie otrzymał certyfikatów FAA lub EASA, maszyny wykorzystywane są głównie w Azji i Afryce.
7 maja 2011 w katastrofie lotu Merpati 8968 zginęło 25 osób, był to pierwszy śmiertelny wypadek samolotu typu MA60.

## Wersje
- Xi’an MA60-100 - wersja bazowa.
- Xi’an MA600 - wersja zmodernizowana oblatana 9 października 2008, awionika Rockwell Collins Pro Line 21.

## Użytkownicy
Azja
- Merpati Nusantara Airlines (16)
- Okay Airways (13)
- Joy Air (8)
- Okay Airways (8)
- Myanma Airways (3)
- Zest Airways (4)
- Xi’an (1)

Afryka
- Air Congo International (4)
- Air Zimbabwe (2)

Ameryka Południowa
- Transporte Aéreo Militar (2)

Wojskowi
- Kambodżańskie Siły Powietrzne (1)
- Siły Powietrzne Sri Lanki (2)
- Siły Powietrzne Zambii (2)

## Podobne konstrukcje
- Xi’an Y-7
- An-24
- An-140
- ATR 42
- Bombardier Dash 8
- Fokker 50